# Ели Бикмар
Ели Бикмар (на френски: Elie Bicquemard) е католически свещеник, успенец, под неговото ръководство френският колеж „Свети Августин“ в Пловдив придобива авторитета на истинска френска гимназия и е признат от Министерството на народното просвещение.

## Биография
Ърнест Бикмар е роден 22 ноември 1863 г. в Шенонсо, департамента Ендър е Лоар, близо до прочутия замък Шенонсо във Франция. От 1875 г. до 1876 г. Ърнест учи в семинарията в град Арас, а след това до 1881 г. в Клермаре, департамента Па дьо Кале. През учебната 1881-1882 г. учи в Ница. На 6 август 1882 г. е приет в ордена на успенците. Той приема монашеско име Ели. След това учи в колежите на успенците в Савой и Ница.
Нa 30 март 1885 г. дава вечните си обети и след това започва да учи теология в Рим. На 17 декември 1887 е ръкоположен за свещеник в Арас. След това преподава в Клермаре и една година във френския колеж в Пловдив. Защитава бакалавърска степен по обща наука в Париж през 1891 г.
От 1891 г. отец Бикмар е преподавател по природни науки в колежа в Пловдив. От 1893 г. е директор на колежа. Под негово ръководство колежът придобива авторитета на истинска френска гимназия – въвежда правилници, графици и учебни програми. През 1897 г., когато завършва първият гимназиален випуск, учебното заведение е признато официално от Министерството на народното просвещение. През периода 1904 – 1908 изгражда нова, модерна триетажна сграда, проектирана от архитект професор Мариано Пернигони. През 1908 г. сдава директорския пост на Жерве Кенар и заминава за Рим.
От 1909 до 1916 г. е преподавател в колеж в Локарно в Швейцария. През 1923 г. е назначен за ръководител на клона на конгрегенцията на успенците за провинция Лион и се нагърбва със задачата да разшири дейността му в Румъния и Сърбия. Умира на 5 юли 1950 г. в Лорг, Франция.